# Pentesilea (Carmelo Bene)
Pentesilea la macchina attoriale - Attorialità della macchina è uno spettacolo teatrale del 1989, riedito nel 1990 e nel 2000, diretto e interpretato da Carmelo Bene.

## Caratteristiche
Con la fine degli anni '80 Carmelo Bene tocca il vertice della sintesi del linguaggio teatrale. Siamo in piena fase della sperimentazione della macchina attoriale C.B., ormai unico "attore" in scena è coadiuvato spesso e soltanto da un playback che riconduce tutto all'intimità dell'ascolto. La scena è pervasa da un'atmosfera molto rarefatta e da un bianco quasi spettrale, pieno di manichini, di stoffe, merletti bianchi... Il testo, declamato e spesso bisbigliato, quasi fosse nell'impossibilità di potersi svelare, è una forma di mélange e una rivisitazione ("scritto incidentato") tratta da Omero, Publio Papinio Stazio e Heinrich von Kleist. La gestualità, il gesto a vuoto acquista un'apparente predominanza...

### Edizioni
Teatro:
- 1989 - Pentesilea la macchina attoriale - Attorialità della macchina, momento n° 1 del progetto-ricerca achilleide. Da Stazio, Kleist, Omero. Con A. Perino. Elaborazioni musicali elettroniche di Carmelo Bene. Milano, Castello Sforzesco (26 luglio 1989).
- 1990 - Pentesilea la macchina attoriale - Attorialità della macchina, momento n° 2 del progetto-ricerca achilleide. Da Stazio, Kleist, Omero. Roma, Teatro Olimpico (19 maggio 1990).
- 2000 - In-vulnerabilità d'Achille, impossibile suite tra Ilio e Sciro, spettacolo-sconcerto in un momento. Da Stazio, Kleist, Omero. Arrangiamenti musicali: Carmelo Bene. Scene: T. Fario. Costumi: L. Viglietti. Roma, Teatro Argentina (24 novembre 2000).

Televisione:
- 1997 - Carmelo Bene - In-vulnerabilità d'Achille (tra Sciro e Ilio), libera versione poetica da Stazio, Kleist, Omero ci Carmelo Bene;  regia, scene, costumi e voce solista C.B.; tecnico del suono A. Macchia; montaggio M. Contini; produzione Nostra Signora S.r.l., Rai; durata 50'50”.

Radio:
- 2000 - In-vulnerabilità d'Achille, da Stazio, Omero e Kleist